# 1,4-Cyclohexanedione
La 1,4-cyclohexanedione est un composé chimique de formule C6H8O2. C'est l'un des trois isomères de cyclohexanediones ; cette dicétone est utilisée comme précurseur dans la synthèse de molécules plus complexes.

## Production et synthèse
La 1,4-cyclohexanedione peut être préparée en deux étapes à partir de diesters d'acide succinique (HOOC–CH2–CH2–COOH). Deux molécules de succinate de diéthyle (H3C–CH2–OOC–CH2–CH2–COO–CH2–CH3) se condensent en milieu acide pour donner une molécule de 2,5-dicarbéthoxy-1,4-cyclohexanedione, dont les deux groupes –COO–CH2–CH3 sont subséquemment éliminés par hydrolyse pour donner la 1,4-cyclohexanedione.

## Utilisation
La 1,4-cyclohexanedione peut remplacer l'acide malonique dans une variante de la réaction oscillante de Belousov-Zhabotinsky.